# Pylônes de Messine

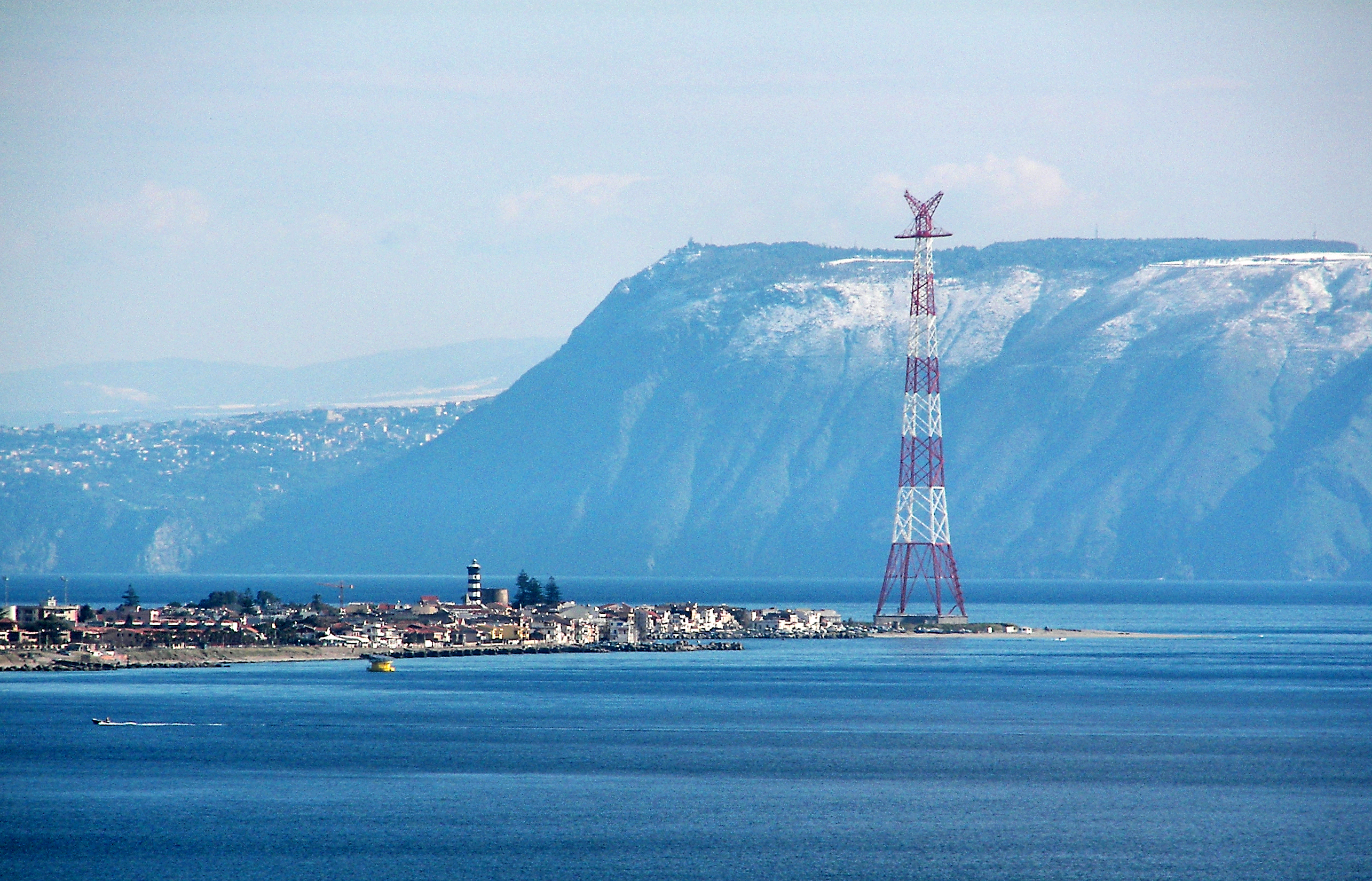
Le pylône de Torre Faro en Sicile.

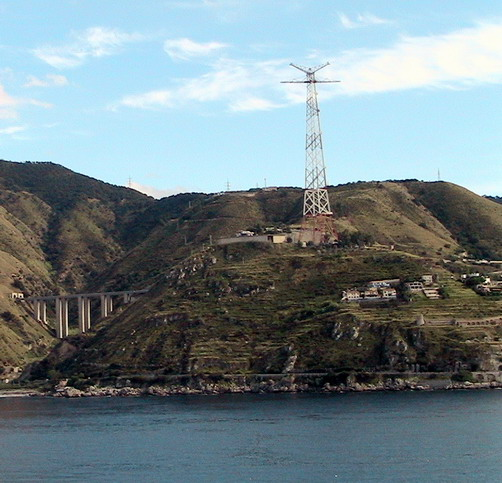
Le pylône de Santa Trada en Calabre.

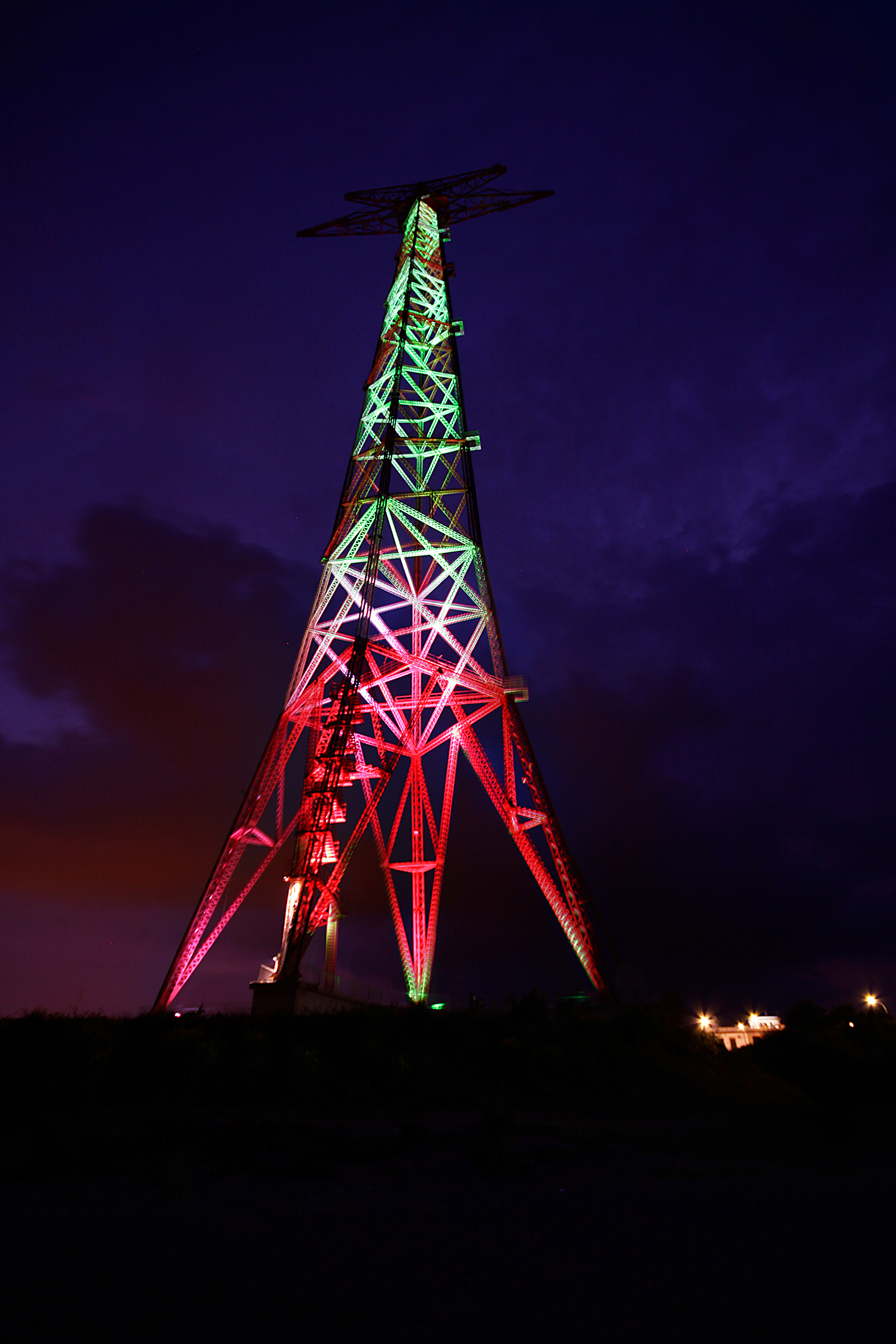
Le pylône de Torre Faro (Messine), illuminé à l'occasion de la fête de la République, le 2 juin 2011.

Les pylônes du détroit de Messine (appelés individuellement dans les dialectes messinois et reggini « u piluni ») sont des pylônes électriques à haute tension à 220 kV ayant fonctionné de 1955 à 1985 avec des lignes électriques enjambant le détroit de Messine entre la Calabre et la Sicile. Il s'agit de deux tours d'acier indépendantes, l'une située sur la rive sicilienne et l'autre sur la calabraise.

## Histoire et description
Après la Seconde Guerre mondiale, la consommation d'électricité en Sicile avait triplé par rapport aux relevés de 1938, c'est pourquoi, à partir de 1948, une ligne électrique est conçue pour augmenter la disponibilité de l'électricité sur l'île. L'ouvrage a été conçu par la Società Generale Elettrica della Sicilia (SGES) en récupérant une étude précédente de 1921 par l'ingénieur Ferrando, qui a été mise à jour par les ingénieurs Enrico Vismara et Arturo Danusso. Les chantiers débutent en 1952 avec la pose, près de Torre Faro, du premier mur de protection pour protéger les constructions futures (même si l'inauguration officielle a lieu le 27 janvier 1953 en présence des ministres Salvatore Aldisio et Franco Restivo), et fermé le 28 décembre 1955 avec la mise en service de la ligne électrique. L'effort d'ingénierie a permis d'établir une liaison aérienne de 3 646 mètres de long- qui est à l'époque le record de la plus longue ligne électrique du monde- et a remporté, en 1958, le prix ANIAI 1957, décerné par l'Association nationale des ingénieurs et architectes italiens, promu meilleure réalisation du génie électrique italien des années 1951-1956 .
Les pylônes ont été construits par la Società Anonima Elettrificazione (SAE) de Lecco : le pylône sicilien, appelé « pylône de Torre Faro », a été inauguré le 16 mai 1956 par l'ancien président de la région sicilienne Giuseppe Alessi. L'ouvrage en acier mesure 224 mètres de haut et la dalle de béton armé le supportant  11 mètres, soit un total de 235 mètres,. Le pylône calabrais, situé au sommet de la colline de Santa Trada, est identique, mais avec les 165 mètres sous-jacents de promontoire, il se dresse à 394 mètres au-dessus du plan d'eau du détroit.
Les fondations, des deux côtés, composé d'un corps de structure à section creuse en forme de croix, sont différentes. Celui de  Torre Faro, construit de béton armé fabriqué, compte tenu de la nature du terrain, repose sur quatre caissons indépendants qui vont jusqu'à 20 mètres sous le niveau de la mer, tandis que celui de Santa Trada, repose directement sur la roche dans une excavation profonde. La hauteur de l'ouvrage calabrais est citée par le journaliste Francesco Romeo pour entrer dans le livre Guinness des records européens, réalisant la plus haute émission de télévision continentale dans une structure ouverte. En effet, le 7 octobre 2011, Roméo et sa troupe ont créé l'émission télévisée Il superattico più bello del Mondo, dédiée à l'incroyable spectacle que l'on peut admirer du haut du pylône.
Les pylônes ont été construits d'après le modèle des pylônes de la première traversée de l'Elbe en Allemagne et, jusqu'à l'achèvement de la deuxième traversée de ce cours d'eau, ceux-ci obtinrent le record des pylônes les plus hauts du monde. Les constructeurs ont cependant dû adapter le projet aux caractéristiques géomorphologiques du détroit de Messine.
Le pylône de type « Beaubourg » (section du haut) mesure 75 mètres, de sorte que les trois câbles conducteurs soient distants de 25 mètres les uns des autres afin de ne pas se heurter en cas de vent fort, ce qui est habituel dans le détroit de Messine.
Le cordage des conducteurs fut une opération difficile. En fait, il s'agissait de les dérouler sans les laisser toucher l'eau ; une opération complexe réalisée peu après, et compliquée par le passage soudain d'un pétrolier n'ayant pas respecté les panneaux d'interdiction, prévenant d'un blocage du détroit depuis des jours. Les opérations, qui ont commencé le 15 juillet et dont la fin était prévue pour le 30, ne s'achèvent qu'à 15h40 le 22 septembre 1955 avec l'amarrage des conducteurs de part et d'autre. Initialement, 4 conducteurs ont été installés (dont un en réserve) avec une tension de 150 kV, mais en 1971 2 autres ont été ajoutées, portant la tension de la connexion à 220 kV.
Devant traverser la surface de la mer à une altitude suffisamment élevée, les conducteurs devaient être maintenus en haute tension sur plus de 3 km de travée. Pour cette raison, des câbles conducteurs en acier furent utilisés, un matériau avec une conductivité beaucoup plus faible que le cuivre pour la transmission d'énergie. La mauvaise conductivité électrique de l'acier rendait cependant coûteux le transport de l'électricité. La résistance requise aux fortes rafales de vent a également empêché l'utilisation de conducteurs torsadés, réduisant encore leur capacité de charge.

### Tours de contrepoids pour câbles
Les lignes électriques de cette ligne aérienne étaient solidement ancrées dans le sol sur le continent italien et découplées à l'autre extrémité, du côté sicilien par des isolateurs fixés à des poids de tension à l'aide de plusieurs poulies de renvoi. Les Cable Counterbalance Towers, également connues sous le nom de tours Morandi (italien Torre Morandi), sont un ensemble de deux tours de 22,6 mètres de haut situées dans le quartier de Torre Faro, qui existent encore aujourd'hui et qui ont été achevées entre 1952 et 1955 sur un projet du célèbre ingénieur civil italien Riccardo Morandi. À l'époque, elles servaient à équilibrer les forces de traction.
Ces facteurs ont déterminé la mise hors service en février 1992 de la liaison aérienne au profit de la liaison sous-marine, avec le passage d'un câble gainé (pose en 1985) qui desservait la zone orientale de la Sicile. Le pylône de Torre Faro a été entièrement repeint à la suite de sa mise hors service ; celle-ci est dans un meilleur état de conservation que la tour calabraise, qui de toute façon a été déclarée solide par un avis d'expert de l'institut de soudage italien en 2008.
Le pylône sicilien dispose alors d'un éclairage irisé en couleur et en intensité, tandis que, pour le pylône calabrais, à la suite d'un vol de panneaux photovoltaïques et de cuivre quelques jours après leur aménagement par la province, le rend quasiment invisible la nuit.

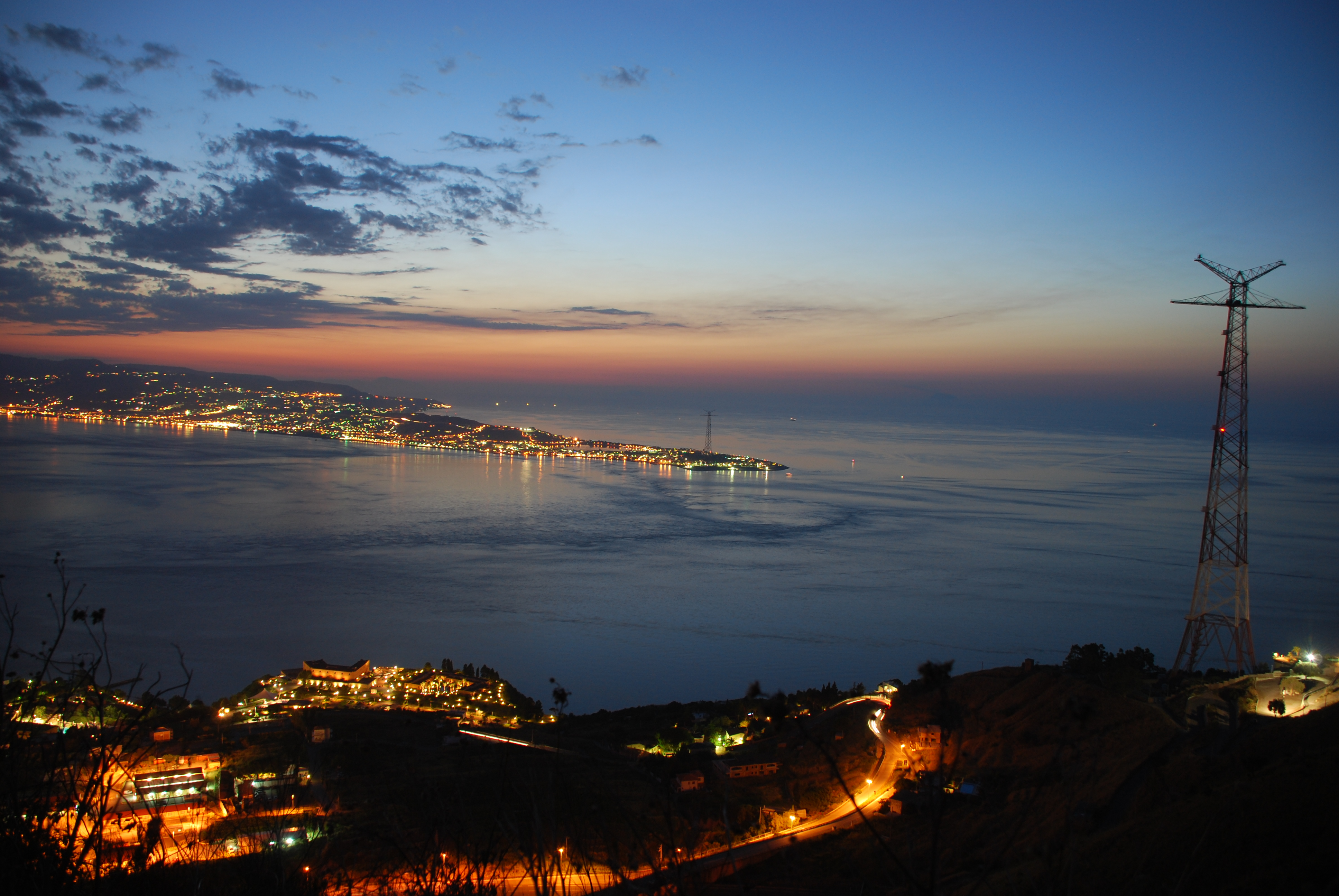
Le détroit de Messine en 2009.

Bien qu'ils n'aient plus aucune fonction pratique, les pylônes n'ont pas encore été démolis, et aujourd'hui, avec le statut de monuments historiques protégés, ils sont utilisés pour les mesures météorologiques, les exercices de récupération en hauteur et les télécommunications. Depuis 2006, le pylône de Torre Faro est ouvert au public pendant quelques saisons ; il faut gravir un escalier de 2 240 marches pour atteindre la plus haute plate-forme.

## Coordonnées
| Type                                 | Coordonnées                                             |
| ------------------------------------ | ------------------------------------------------------- |
| Borne calabraise du câble sous-marin | 38°12′11″N 15°38′16″E / 38.20306°N 15.63778°E           |
| Pylônes du détroit, Torre Calabria   | 38°14′42.19″N 15°40′58.82″E / 38.2450528°N 15.6830056°E |
| Pylônes du détroit, Torre Faro       | 38°15′57.31″N 15°39′03.33″E / 38.2659194°N 15.6509250°E |
| Borne sicilienne du câble sous-marin | 38°13′42″N 15°33′40″E / 38.22833°N 15.56111°E           |

### Données techniques
- « Drawings of Pilone di Torre Faro », sur skyscraperpage.com (consulté le 21 avril 2024)
- « Drawings of Pilone di Cannitello », sur skyscraperpage.com (consulté le 21 avril 2024)